# Mona Steigauf
Mona Steigauf (Starnberg, 17 gennaio 1970) è un'ex multiplista tedesca, detentrice del record tedesco del decathlon con 7885 punti, prestazione ottenuta il 20-21 settembre 1997 ad Ahlen, in Germania.

## Progressione

### Eptathlon
| Stagione | Risultato | Luogo        | Data      | Rank. Mond. |
| -------- | --------- | ------------ | --------- | ----------- |
| 2000     | 5747 pt   | Ratingen     | 23-7-2000 |             |
| 1999     | 6146 pt   | Götzis       | 30-5-1999 |             |
| 1998     | 6137 pt   | Vaterstetten | 30-8-1998 |             |
| 1997     | 6546 pt   | Catania      | 27-8-1997 |             |

## Altre competizioni internazionali
1994
- 7ª al Hypo-Meeting ( Götzis), Eptathlon

1999
- 6ª al Hypo-Meeting ( Götzis), Eptathlon - 6146 pt